# Drzewkostrzępka porostowata
Drzewkostrzępka porostowata (Dendrothele commixta (Höhn. & Litsch.) J. Erikss. & Ryvarden) – gatunek grzybów z rzędu pieczarkowców (Agaricales).

## Systematyka i nazewnictwo
Pozycja w klasyfikacji według Index Fungorum: Dendrothele, Incertae sedis, Agaricales, Incertae sedis, Agaricomycetes, Agaricomycotina, Basidiomycota, Fungi.
Po raz pierwszy opisali go w 1907 r. Franz von Höhnel i Viktor Litschauer, nadając mu nazwę Corticium commixtum. Obecną nazwę nadali mu w 1975 r. John Eriksson i Leif Ryvarden, przenosząc go do rodzaju Dendrothele.
Polską nazwę nadał Władysław Wojewoda w 2003 r.
Owocniki
O grubości 30–50 µm, małe (1–2 cm), rozpostarte i rozproszone, czasami zlewające się, ale nie tworzące dużych płatów, o konsystencji od skórzastej do skorupiastej. Powierzchnia bladoochrowa, brzeg określony, często nieco jaśniejszy niż hymenium.
Cechy mikroskopowe;
System strzępkowy monomityczny. Strzępki cienkościenne, wąskie (1-2 µm), ze sprzążkami przynajmniej w niektórych przegrodach. Kontekst wypełniony jest materią krystaliczną, co utrudnia badanie. Cystyd brak. Dendrohyfidy obecne, ale rzadsze niż u innych gatunków rodzaju. Podstawki maczugowate, 25–35 × 8–11 µm, z 2–4 stergmami. U niektórych okazów widoczne są tylko dwie sterygmy. Młode sterygmy są grube, cylindryczne i tępe. Zarodniki elipsoidalne, gładkie, 8–11 × 5–8 µm, z nieco pogrubionymi, cyjanofilnymi ścianami, jedną lub więcej gutulami.

## Występowanie i siedlisko
Występuje w Ameryce Północnej, Europie, Azji, Afryce, Australii i na Nowej Zelandii. W Polsce do 2003 r. jego występowanie podali J. Eriksson i L. Ryvarden, bez określenia lokalizacji, ale w późniejszych latach podano jego stanowiska. Na Czerwonej liście roślin i grzybów Polski ma status E – gatunek wymierający, którego przeżycie jest mało prawdopodobne, jeśli nadal będą działać czynniki zagrożenia
Nadrzewny saprotrof rozwijający się na korze żywych dębów, zwłaszcza na dębach szypułkowych i debach bezszypułkowych. Zazwyczaj występują na zacienionej części pnia, na wysokości 1–3 m nad ziemią. Są łatwo przeoczone, ponieważ wyglądają bardziej jak skorupiaste porosty niż grzyby.